# Elecciones presidenciales de Portugal de 2006
Las elecciones presidenciales portuguesas del 22 de enero de 2006 marcaron el fin del mandato del Presidente Jorge Sampaio, que estaba excluido para un tercer mandato consecutivo por mandato constitucional. Resultó elegido Aníbal Cavaco Silva, candidato del PSD, que ganó en la primera vuelta por mayoría absoluta. Por primera vez desde la Revolución de los Claveles los portugueses eligieron a un presidente de centro-derecha.
Cualquier ciudadano de nacionalidad portuguesa, en pleno uso de sus derechos de ciudadanía y mayor de 35 años de edad podía presentarse a la presidencia. Para ello, debía reunir entre 7.500 y 15.000 firmas de electores y presentarlas ante el Tribunal Constitucional hasta el 22 de diciembre de 2005.

## Candidatos

### Candidaturas presentadas
(Por orden de entrega de las firmas en el Tribunal Constitucional):
- Jerónimo Carvalho de Sousa, dirigente del Partido Comunista Português.
- Manuel Alegre de Melo Duarte, diputado del Partido Socialista.
- Francisco Anacleto Louçã, dirigente del Bloco de Esquerda.
- Aníbal António Cavaco Silva,ex primer ministro y exdirigente del Partido Social Demócrata.
- Mário Alberto Nobre Lopes Soares, expresidente de la República y exdirigente del Partido Sosialista.
- António Pestana Garcia Pereira, dirigente del Partido Comunista dos Trabalhadores Portugueses.
- Diamantino Maurício da Silva.
- Josué Rodrigues Gonçalves Pedro.
- Maria Teresa Lameiro, funcionaría pública.
- Manuela Magno, dosente de la Universidad de Évora.
- Carmelinda Maria dos Santos Pereira, dirigente del Partido Operário de Unidade Socialista.
- Luís Filipe Guerra, dirigente del Partido Humanista.
- Luís Botelho Ribeiro, profesor de ingeniería electrónica en la Universidad del Miño.

Según la constitución portuguesa, un candidato para ser elegido necesita la mayoría absoluta de los votos válidos (50% + uno). En caso de que ningún candidato hubiera conseguido esa cantidad se habría realizado una segunda vuelta (el 12 de febrero de 2006) entre los dos candidatos más votados.

### Candidaturas aceptadas
El día 3 de enero el Tribunal Constitucional publicó las candidaturas que consideraba que habían cumplido los requisitos. Sólo seis candidatos fueron aceptados:
- Garcia Pereira
- Aníbal Cavaco Silva
- Francisco Louçã
- Manuel Alegre
- Jerónimo de Sousa
- Mário Soares

Fueron excluidos por no presentar el número mínimo de firmas los siguientes candidatos:
- Carmelinda Pereira.
- Luís Botelho Ribeiro.
- Teresa Lameiro.
- Luís Filipe Guerra.
- Manuela Magno.
- Josué Pedro. (envió las firmas por correo)
- Diamantino Maurício da Silva. (envió las firmas por correo)

## Encuestas
El 20 de enero de 2006, la mayoría de las encuestas indicaban que Cavaco Silva sobrepasaría ligeramente el 50% de los votos y podría evitar una segunda vuelta, en la que previsiblemente se enfrentaría a Mario Soares o a Manuel Alegre.

## Resultados

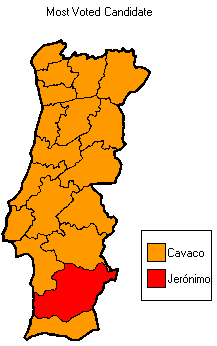
Candidatura más votada en cada distrito (excepto Azores y Madeira).

| Elecciones presidenciales portuguesas (2006) Primera vuelta |               |           |        |
| Candidato                                                   | Partido       | Votos     | %      |
| Aníbal Cavaco Silva                                         | PSD, CDS-PP   | 2.746.689 | 50,59% |
| Manuel Alegre Duarte                                        | Independiente | 1.125.077 | 20,72% |
| Mário Soares                                                | PS            | 778.781   | 14,34% |
| Jerónimo de Sousa                                           | PCP           | 466.507   | 8,59%  |
| Francisco Louçã                                             | BE            | 288.261   | 5,31%  |
| António Garcia Pereira                                      | PCTP/MRPP     | 23.622    | 0,44%  |
| Votos en blanco                                             |               | 58.901    | 1,06%  |
| Votos nulos                                                 |               | 43.427    | 0,79%  |
| Total                                                       |               | 5.531.265 |        |

- Censo electoral: 8.835.237
- Participación: 62,60%

Fuente:
- Datos: Q2715397